# لاریان
لاریان، روستایی از توابع بخش آسمینون شهرستان منوجان در استان کرمان ایران است.

## جمعیت
این روستا در دهستان نودژ قرار دارد و براساس سرشماری عمومی نفوس و مسکن در سال ۱۳۹۵، جمعیت آن برابر با ۱٬۲۳۷ نفر (۳۴۵ خانوار) بوده‌است.